# 交響曲第4番 (マニャール)
交響曲第4番 嬰ハ短調 作品21は、アルベリク・マニャールが作曲した交響曲である。この曲は1914年5月16日ルネ・バトンが指揮した国民音楽協会により演奏されるまで評価される事はなかった。

## 楽器編成
フルート2、ピッコロ、オーボエ2、イングリッシュ・ホルン、クラリネット2、ファゴット2、バスクラリネット、ファゴット2、ホルン4、トランペット3、トロンボーン3、ハープ、弦五部

## 演奏時間
約35分。

## 楽曲構成
- 第1楽章 Modere - Allegro　
序奏は3つの動機が繰り返された後、アレグロに移行する。第1主題は木管と弦により提示される。
- 第2楽章 Vif
スケルツォ楽章。
- 第3楽章 サン・ラントゥール・エ・ニュアンセ
- 第4楽章 Anime 
ヴァイオリンが主題を提示した後、木管がこれに続く。